# Спасоје Тадић
Спасоје Ташов Тадић (Смријечно, 1892 — Влаке, април 1942) је био црногорски комитски четовођа у Првом светском рату, официр Југословенске војске, првак Земљорадничке странке и четнички командант у Другом светском рату.

## Биографија

### Младост и ратови за ослобођење и уједињење
Рођен је 1892. године у село Смријечно у Пиви. Младост је провео као чобан по Леденицама. Његов рођени брат био је поручник црногорске војске који се борио у опсади Скадра у Првом балканском рату и био носилац Обилића медаље, а у овом рату је учествовао и Спасоје.
Први светски рат је провео као комитски војвода и био је један од организатора Подгоричке скупштине. После рата је остао у војној служби при Југословенској војсци и потом био чиновник.

### Међуратни период
Са статусом изједначеним са солунским добровољцима, од државе је добио земљу у Бачкој и тамо се преселио пре 1930. године са супругом Славком Хорватовић из Земуна, али је често долазио у родни крај. Пошто му је 1935. године настрадао брат Станко, Спасоје је преузео бригу о његовој удовици Зорки и њихово петоро малолетне деце и саградио им нову кућу. Помагао је и школовање својих рођених синоваца Тадије и Радоја.
Мада је у међуратном периоду био члан Земљорадничке странке и антикомунистички расположен, имао је пријатеље међу комунистима. Учествовао је на опозиционим митинзима 1936. године у Никшићу против Милана Стојадиновића.
Непосредно пред Априлски рат је у Никшићу купио две куће и ту се доселио.

### Други светски рат
Априлски рат 1941. године затекао је Спасоја Тадића на Цетињу. Већ другог дана рата, тачније 7. априла, упутио је писмо породици у којем наводи да је основао малу групу четника са којом ће прећи границу са Албанијом и непријатеља напасти са леђа код Скадра. Детаљи његовог ратног дејства у овом периоду нису познати, али се зна да је за капитулацију Краљевине Југославије сазнао на територији Албаније, те се вратио у Пиву.
У јесен исте године, ухапсиле су га италијанске окупационе власти и одвеле у затвор у Никшићу. Писма која је слао породици показују да је очекивао стрељање, због чега им је писао да моле деловођу никшићке општине Данила Додера и Луку Мијушковића да се заузму за њега код Италијана.
Избавио се из затвора и 1942. године је радио на организовању Југословенске војске у Отаџбини под командом генерала Драгољуба Михаиловића на простору Никшића и Пиве. Неки извори кажу да је по излазку из затвора свратио у Горње Поље код старог познаника Саве Ковачевића и од њега добио оружје. На путу до куће је свратио и у манастир Пива, где је било седиште Рејонског комитета Комунистичке партије Југославије и ту разговарао са Вељком Мићановићем и својим синовцем Тадијом Тадићем, политичког комесара. Мада се њима вероватно учинило да им се Спасоје после тамновања у окупаторском затвору жели придружити, вероватније је да је он покушао да их стави под своју команду.
Из родног Смријечна је затим отишао у Равно, постало је јасно да планира оснивање четничких одреда. Будући да је његово кретање праћено од комитета КПЈ, одлучено је да Спасоје буде ликвидиран. Задатак да то учини добио је његов синовац Тадија. Невољан да убије рођеног стрица и човека који га је школовао, Тадија најпре шаље Спасоју поруке да се примири. Иако је Спасоје привидно то учинио, када је партизанска патрола око 8. марта 1942. године дошла у Равно да га ухапси, он је пружио отпор. У размени ватре, погинуо је Спасојев сестрић који је потрчао из куће за њим према потоку, после чега је Спасоје отворио ватру и убио четворицу партизана — Ђорђија Радојчића из Ковача и Војина Косановића из села Орах у Пиви, односно двојицу Никшићана. Тада је дотрчао други Спасојев сестрић Ђорђије Ћоровић из куће и замолио ујака да не пуца, па се са преосталим партизанима вратио назад, а Спасоје је отишао у Гацко.
Спасојеви братанци били су истакнути локални партизански команданти. Тадија је био политички комесар батаљона, Радоје политички комесар Муратовачке чете, Јанко командир Муратовачке чете, а Блажо скојевски руководилац. Пошто су одбили наређење да убију стрица, Рејонски комитет је о томе известио Окружни партијски комитет у Никшићу, одакле је стигао делегат са задатком да ухапси Тадију и спроведе га у Горње Поље. Хапшењу се једини успротивио водник Обрен Вукосављевић који је одмах стрељан крај Пивског манастира. Борци који су га спроводили, предложили су му да побегне у шуму, али је Тадија одбио уз речи да је он борац, а не бегунац. После Тадијиног одвођења, стигло је наређење да се и Радоје, Јанко, Блажо и Јовица Јововић (Спасојев сестрић) јаве у штаб у Горњем Пољу, где одлазе безбрижно, очекујући да су позвани као сведоци. Међутим, тамо сазнају да је Тадија стрељан, а ускоро се и њима изриче смртна пресуда. Преки војни суд против Тадића водио је Милован Ђилас, заједно са Савом Ковачевићем и Радојем Дакићем. Тадићи и Јововић су стрељани 6. априла 1942. године на Видровану код Никшића. Казна искручења из Партије изречена је Обрену Тадићу, као и Јовану и Милораду Јововићу, који је после рата постао пуковник ЈНА. Окружни комитет је о овом догађају издао саопштење у билтену Главног штаба за Црну Гору који је требало да се чита по селима, партијским и скојевским састанцима. Тако је билтен стигао и на састанку чете Дурмиторског партизанског одреда код села Лукова, а комесар чете Лука Јововић је задатак да га наглас прочита, не проверивши претходно садржај билтена, поверио Љубомиру Тадићу, брату стрељаних Тадије и Радоја, који је у том тренутку имао 17 година. Схвативши шта је урадио, Јововић је после прве прочитане реченице рекао Љубомиру да читање препусти другом борцу, али је он наставио и на крају рекао да написано није истина.
Пар дана након ових догађаја, Спасоје се преко Сувог поља и Леденице враћао са групом од 5 или 6 четника према Никшићу. Један припадник групе је замолио Спасоја да сврати у своју кућу у Казанце, обиђе породицу и узме нешто хране, а пошто му је то дозвољено, он је отишао у Крстац и пријавио партизанима где се налази Спасоје Тадић. Затим је одатле обавештен комитет у Пивском манастиру, одакле је одмах упућена група која је у месту Влака пресрела и ликвидирала Спасоја и неколико његових сабораца.

## Наслеђе
Гуслар Ђорђије Копривица је испевао песму Комита Спасоје Тадић.
Спасоје Тадић је рођени деда-стриц Бориса Тадића.